# Kazaština
Kazaština (kazašsky qazaq tili, қазақ тілі /qɑzɑq tˈlə/) je turkický jazyk, kterým se mluví hlavně v Kazachstánu, ale také v Číně a v Mongolsku. Zapisuje se cyrilicí a od roku 2018 také latinkou inspirovanou turečtinou. Úplný přechod na latinku by měl proběhnout do roku 2025.

## Zápis
Nejstarší turkické písemné památky jsou zaznamenány orchonským písmem, které bylo v oblasti Střední Asie užíváno od 8. století našeho letopočtu. V 10. stoletím jej vytlačilo písmo arabské, které se pro zápis kazaštiny používalo až do 20. století. Na konci 19. století se objevily první pokusy zápisu turkických jazyků cyrilicí a vznikla tzv. misionářská cyrilice, která byla užívána souběžně s arabským písmem do 20. let 20. století. Během 20. let byla vyvíjena jednotná turkická abeceda na základě latinky, tzv. janalif, kterou by mohly užívat všechny turkické národy v Sovětském svazu. Tato abeceda byla oficiálně zavedena roku 1928. V letech 1938 až 1940 sovětské vedení rozhodlo o převedení latinských abeced neslovanských jazyků v SSSR na cyrilici, které se kromě turkických jazyků týkalo například i moldavštiny. Cyrilská abeceda je pro kazaštinu oficiálně užívána dosud, ale od roku 2018 se také používá latinka. V prosinci 2012 rozhodl prezident Republiky Kazachstán Nursultan Nazarbajev, že Kazachstán do roku 2025 přestane používat azbuku a bude užívat výhradně latinku. Dne 12. dubna 2017 prezident Nazarbajev nařídil úřadům přepsat kazašskou abecedu do latinky do konce roku (2017), což signalizuje konec azbuky jako oficiálního písma pro kazaštinu. Od roku 2018 se začaly používat učebnice v latince a je povinně vyučována na všech školách. Do roku 2025 lze používat obě abecedy, poté pouze latinku. První verze obsahovala apostrofy, které se lidem nelíbily a připadaly jim humorné. Proto se kazachstánská vláda rozhodla vytvořit verzi latinky na základě dalších jazyků, zejména turečtiny, které přešly na latinku a proto musely být opět přepsané učebnice.  
Odlišná je situace jazyka kazašské menšiny v Číně. Během kulturní revoluce v 60. letech byla prosazována snaha zavést pro jazyky menšin čínské znakové písmo. Kvůli celkovému neúspěchu bylo od tohoto záměru upuštěno a pro nečínské jazyky se zavedl zápis pomocí pinyinu.

### Azbuka
| A | Ә | Б | B | Г | Ғ | Д | E | Ё | Ж | З | И | Й | К | Қ | Л | М | H | Ң | O | Ө | П | P | C | T | У | Ұ | Ү | Ф | Х | Һ | Ц | Ч | Ш | Щ | Ъ | Ы | І | Ь | Э | Ю | Я |

### Výslovnost specifických znaků
- әӘ /ə/
- іІ /ɪ/
- ңҢ /ŋ/
- ғҒ /ʁ/
- үҮ /u/
- ұҰ /ʉ/
- қҚ /q/
- өӨ /ɵ/
- һҺ /ɦ/

### Latinka
Stará verze (2017):
| A | Aʼ | B | D | E | F | G | Gʼ | H | I | Iʼ | J | K | L | M | N | Nʼ | O | Oʼ | P | Q | R | S | Sʼ | Cʼ | T | U | Uʼ | V | Y | Yʼ | Z |

Stará verze (2018):
| A | Á | B | D | E | F | G | Ǵ | H | I | I | J | K | L | M | N | Ń | O | Ó | P | Q | R | S | T | U | Ú | V | Y | Ý | Z | Sh | Ch |

Stará verze (2019):
| A | Ä | B | Ç | D | E | F | G | Ğ | H | I | I | J | K | L | M | N | Ŋ | O | Ö | P | Q | R | S | Ş | T | U | Ū | Ü | V | Y | Z |

Nová verze (2021):
| A | Ä | B | D | E | F | G | Ğ | H | I | I | J | K | L | M | N | Ñ | O | Ö | P | Q | R | S | Ş | T | U | Ū | Ü | V | Y | Z |

### Výslovnost specifických znaků
- Ää /ə/
- Ğğ /ʁ/
- Iı /əj/
- Ññ /ŋ/
- Öö /œ/
- Üü /ʉ/
- Ūū /w, ʊw, ʉw/
- Şş /ʃ/

### Tabulka odpovídajících si znaků
| Cyrilice | Latinka (Duben 2021) | Latinka (2019) | Latinka (2018) | Latinka (2017) | Latinka (QazAqparat) | Braillovo písmo | Arabské písmo | Název arabského písmene | IPA výslovnost  |
| -------- | -------------------- | -------------- | -------------- | -------------- | -------------------- | --------------- | ------------- | ----------------------- | --------------- |
| А а      | A a                  | A a            | A a            | A a            | A a                  | ⠁               | ا‬             | Alif                    | /ɑ/             |
| Ә ә      | Ä ä                  | Ä ä            | Á á            | Aʼ aʼ          | Ä ä                  | ⠜               | ٵ‬             | Hamza + Alif            | /æ/             |
| Б б      | B b                  | B b            | B b            | B b            | B b                  | ⠃               | ب‬             | Ba                      | /b/             |
| В в      | V v                  | V v            | V v            | V v            | V v                  | ⠺               | ۆ‬             | Waw with V              | /v/             |
| Г г      | G g                  | G g            | G g            | G g            | G g                  | ⠛               | گ             | Gaf                     | /ɡ/             |
| Ғ ғ      | Ğ ğ                  | Ğ ğ            | Ǵ ǵ            | Gʼ gʼ          | Ğ ğ                  | ⠻               | ع‬             | Ghain                   | /ʁ/             |
| Д д      | D d                  | D d            | D d            | D d            | D d                  | ⠙               | د‬             | Dal                     | /d/             |
| Е е      | E e                  | E e            | E e            | E e            | E e                  | ⠑               | ە‬             | Ha                      | /e/, /ʲe/       |
| Ё ё      | İo io                | Yo yo          | Io ıo          |                | Yo yo                | ⠡               | يو‬            | Ya + Waw                | /jo/            |
| Ж ж      | J j                  | J j            | J j            | J j            | J j                  | ⠚               | ج‬             | Jeem                    | /ʒ/, /ʐ/        |
| З з      | Z z                  | Z z            | Z z            | Z z            | Z z                  | ⠵               | ز‬             | Za                      | /z/             |
| И и      | İ i                  | I ı            | I ı            | Iʼ i           | Ï ï                  | ⠊               | ٸ‬             | Hamza + Ya              | /əj/, /ɘj/      |
| Й й      | İ i                  | I ı            | I ı            | Iʼ iʼ          | Y y                  | ⠯               | ي‬             | Ya                      | /j/             |
| К к      | K k                  | K k            | K k            | K k            | K k                  | ⠅               | ك‬             | Kaf                     | /k/             |
| Қ қ      | Q q                  | Q q            | Q q            | Q q            | Q q                  | ⠹               | ق‬             | Qaf                     | /q/             |
| Л л      | L l                  | L l            | L l            | L l            | L l                  | ⠇               | ل‬             | Lam                     | /ɫ/, /l/        |
| М м      | M m                  | M m            | M m            | M m            | M m                  | ⠍               | م‬             | Meem                    | /m/             |
| Н н      | N n                  | N n            | N n            | N n            | N n                  | ⠝               | ن‬             | Noon                    | /n/             |
| Ң ң      | Ñ ñ                  | Ŋ ŋ            | Ń ń            | Nʼ nʼ          | Ñ ñ                  | ⠩               | ڭ‬             | Ng                      | /ŋ/             |
| О о      | O o                  | O o            | O o            | O o            | O o                  | ⠩               | و‬             | Waw                     | /o/, /ʷo/       |
| Ө ө      | Ö ö                  | Ö ö            | Ó ó            | Oʼ oʼ          | Ö ö                  | ⠣               | ٶ‬             | Hamza + Waw             | /œ/, /ʷœ/       |
| П п      | P p                  | P p            | P p            | P p            | P p                  | ⠏               | پ‬             | Pa                      | /p/             |
| Р р      | R r                  | R r            | R r            | R r            | R r                  | ⠗               | ر‬             | Ra                      | /ɾ/             |
| С с      | S s                  | S s            | S s            | S s            | S s                  | ⠎               | س‬             | Seen                    | /s/             |
| Т т      | T t                  | T t            | T t            | T t            | T t                  | ⠞               | ت‬             | Ta                      | /t/             |
| У у      | U u                  | W w            | Ý ý            | Yʼ yʼ          | W w                  | ⠥               | ۋ‬             | Waw with 3 dots         | /w/, /ʊw/, /ʉw/ |
| Ұ ұ      | Ū ū                  | U u            | U u            | U u            | U u                  | ⠌               | ۇ‬             | Waw with damma          | /ʊ/             |
| Ү ү      | Ü ü                  | Ü ü            | Ú ú            | Uʼ uʼ          | Ü ü                  | ⠬               | ٷ‬             | Hamza + Waw with damma  | /ʉ/             |
| Ф ф      | F f                  | F f            | F f            | F f            | F f                  | ⠋               | ف‬             | Fa                      | /f/             |
| Х х      | H h                  | H h            | H h            | X x            | X x                  | ⠓               | ح             | Ḥa                      | /χ/             |
| Һ һ      | H h                  | H h            | H h            | H h            | H h                  | ⠧               | ھ             | Initial Ha              | /h/             |
| Ц ц      | ?                    | C c            | S s            |                | C c                  | ⠉               | تس‬            | Ta + Seen               | /ts/            |
| Ч ч      | ?                    | Ç ç            | Ch ch          | Cʼ cʼ          | Ç ç                  | ⠟               | چ‬             | Cheem/Che               | /t͡ɕ/            |
| Ш ш      | Ş ş                  | Ş ş            | Sh sh          | Sʼ sʼ          | Ş ş                  | ⠱               | ش‬             | Sheen                   | /ʃ/, /ʂ/        |
| Щ щ      | ?                    | Şç şç          | Shch shch      |                | Şç şç                | ⠭               | شش            | Sheen + Sheen           | /ɕː/            |
| Ъ ъ      | Tyordi Znak          | ʺ              |                |                | (ʺ)                  | ⠷               | –             | –                       | –               |
| Ы ы      | Y y                  | Y y            | Y y            | Y y            | I ı                  | ⠮               | ى‬             | Alif maqṣūrah           | /ə/             |
| І і      | I ı                  | İ i            | I i            | I i            | İ i                  | ⠽               | ٸ‬             | Hamza + Alif maqṣūrah   | /ɘ/             |
| Ь ь      | Myaki Znak           | ʹ              |                |                | (ʹ)                  | ⠾               | –             | –                       | –               |
| Э э      | ?                    | E e            | E e            |                | É é                  | ⠪               | ە‬             | Ha                      | /e/             |
| Ю ю      | İu iu                | Yu yu          | Yu yu          | Iý ıý          | Yw yw                | ⠳               | يۋ‬            | Ya + Waw with 3 dots    | /jʉw/, /jʊw/    |
| Я я      | İa ia                | Ya ya          | Ia ıa          |                | Ya ya                | ⠫               | يا            | Ya + Alif               | /jɑ/            |

### Vzorový text
Deklarace lidských práv:
| Kazaština v staré oficiální latince z roku 2018 | Kazaština v cyrilici | Čeština |
| --- | --- | --- |
| Barlyq adamdar týmysynan azat jáne qadir-qasıeti men quqyqtary teń bolyp dúnıege keledi. Adamdarǵa aqyl-parasat, ar-ojdan berilgen, sondyqtan olar bir-birimen týystyq, baýyrmaldyq qarym-qatynas jasaýlary tıis.       | Барлық адамдар тумысынан азат және қадір-қасиеті мен құқықтары тең болып дүниеге келеді. Адамдарға ақыл-парасат, ар-ождан берілген, сондықтан олар бір-бірімен туыстық, бауырмалдық қарым-қатынас жасаулары тиіс. | Všichni lidé rodí se svobodní a sobě rovní co do důstojnosti a práv. Jsou nadáni rozumem a svědomím a mají spolu jednat v duchu bratrství.                                                                        |
| Kazaština v arabském písmu | Kazaština v latince Janalif z roku 1938 | Kazaština v latince Janalif z roku 1929 |
| بارلىق ادامدار تۋمىسىنان ازات جانە قادىر-قاسيەتى مەن كۇقىقتارى تەڭ بولىپ دۇنيەگە كەلەدى. ادامدارعا اقىل-پاراسات، ار-وجدان بەرىلگەن، سوندىقتان ولار ٴبىر-بىرىمەن تۋىستىق، باۋىرمالدىق قارىم-قاتىناس جاساۋلارى ٴتيىس.     | Barlьq adamdar tumьsьnan azat çəne qadjr-qasietj men qūqьqtarь teꞑ bolьp dyniege keledj. Adamdarƣa aqьl-parasat, ar-oçdan berjlgen, sondьqtan olar bjr-bjrjmen tuьstьq, bauьrmaldьq qarьm-qatьnas çasaularь tijs. | Barlьq adamdar tumьsьnan azat çəne qadjr-qasietj men qūqьqtarь teꞑ bolьp dyniege keledj. Adamdarƣa aqьl-parasat, ar-oçdan berjlgen, sondьqtan olar bjr-bjrjmen tuьstьq, bauьrmaldьq qarьm-qatьnas çasaularь tijs. |
| Kazaština v Pchin-jinu | Kazaština v staré oficiální latince z roku 2019 | Kazaština v oficiální latince z roku 2021 |
| Barleⱪ adamdar tewmesenan azat jənê ⱪadir-ⱪasiyêti mên ⱪuⱪeⱪtare têng bolep düniyêgê kêlêdi. Adamdarƣa aⱪel-parasat, ar-ojdan bêrilgên, sondeⱪtan olar bir-birimên tewesteⱪ, bawermaldeⱪ ⱪarem-ⱪatenas jasawlare tiyis. | Barlyq adamdar tumysynan azat jäne qadır-qasietı men qūqyqtary teŋ bolyp düniege keledı. Adamdarğa aqyl-parasat, ar-ojdan berılgen, sondyqtan olar bır-bırımen tuystyq, bauyrmaldyq qarym-qatynas jasaulary tiıs. | Barlyq adamdar tumysynan azat jäne qadır-qasietı men qūqyqtary teñ bolyp düniege keledı. Adamdarğa aqyl-parasat, ar-ojdan berılgen, sondyqtan olar bır-bırımen tuystyq, bauyrmaldyq qarym-qatynas jasaulary tiıs. |

## Příklady

### Číslovky
| Kazašsky     | Česky |
| бip, bir     | jeden |
| eкi, eki     | dva   |
| үш, üş       | tři   |
| төpт, tört   | čtyři |
| бec, bes     | pět   |
| aлты, alty   | šest  |
| жeтi, jeti   | sedm  |
| ceгiз, segiz | osm   |
| тoғыз, toğyz | devět |
| oн, on       | deset |

## Vzorový text
Otče náš (modlitba Páně) v cyrilici:
Көктегі Әкеміз,
Сенің киелі есімің қастерлене берсін,
Патшалығың осында орнасын! Сенің еркің көкте
орындалғандай Жер бетiнде де орындала берciн!
Күнделікті нанымызды бүгін де бере гөр.
Бізге күнә жасағандары кешіргеніміздей, Сен де
күнәлрымызды кешіре гөр. Азғырылуымызға
жол бермей, Бізді жамандықтан сақтай гөр. Амін.
Otče náš (modlitba Páně) v latince:
Köktegi Äkemiz,
Seniñ kieli esimiñ qasterlene bersin,
Patşalyğyñ osynda ornasyn! Seniñ erkiñ kökte
oryndalğandaı, Jer betinde de oryndala bersin!
Kündelikti nanymyzdy bügin de bere gör.
Bizge künä jasağandary keşirgenimizdeı, Sen de
künälarymyzdy keşire gör. Azğyryluymyzğa
jol bermeı, Bizdi yamandyqtan saqtaı gör. Amin.